# Services sociaux
Les services sociaux désignent, dans les pays industrialisés, l'ensemble des institutions, publiques ou privées, assurant ce que l'on appelle en général le travail social, c'est-à-dire la protection des personnes vulnérables (ou fragiles) de par leur situation économique (pauvreté), médicale (handicap), leur âge (enfance et vieillesse), leur isolement social (délinquants, sans-abris) ou linguistique (et les problèmes de maltraitance chez les enfants). 

## Présentation
Le terme de services sociaux est le plus couramment utilisé en français (en France  comme au Québec, par les services gouvernementaux) et dans la plupart des langues (social services en anglais par exemple), mais son champ de définition peut recouper selon les langues et les pays celui de la protection sociale, de l'action sociale ou de l'aide sociale.
Bien que les services sociaux soient nés dans la plupart des pays concernés dans le même mouvement historique que la couverture sanitaire, leurs missions contemporaines ne comprennent pas en général le remboursement des soins de santé, d'accidents du travail et/ou de pensions de retraite, plus souvent désigné sous le terme de Sécurité sociale (social security en anglais) et assuré par des organismes dédiés. Là aussi des recoupements de termes existent selon les pays.

## Histoire
L'histoire des services sociaux varie largement d'un pays à l'autre. 
Elle peut être retracée dans certains pays comme la France, l'Angleterre ou l'Allemagne dès le XVIIIe siècle voire le XVIIe siècle, avec les préoccupations de l’État ou des pouvoirs publics en général vis-à-vis de la mendicité ou des épidémies. 
Mais c'est surtout à partir de la seconde moitié du XIXe siècle que le secours aux populations vulnérables se structure et s'institutionnalise, souvent autour de la charité religieuse  et des associations de bienfaisance. 
Influencée dans la première moitié du XXe siècle et parfois jusque dans les années 1980 par la dimension idéologique autoritaire des politiques sociales dans certains pays (national-socialisme, communisme), la construction des services sociaux a tendu à s'homogénéiser à travers le monde à partir des années 1950, se renforçant d'abord avec la tendance à l’État-providence, puis se libéralisant à partir des années 1990,
Plusieurs auteurs spécialisés,,,, se rejoignent pour distinguer parmi les pays industrialisés plusieurs modèles géographiques (ou types géo-culturels) de services sociaux et de politiques familiales et sociales :
- un modèle dit social-démocrate, dans les pays scandinaves, avec un État-providence très développé à vocation universelle ;
- un modèle dit corporatiste, dans les pays germaniques (Allemagne, Autriche, Suisse alémanique), privilégiant le caractère salarial par corps de métier pour la protection sociale, un fort conservatisme dans la répartition des rôles au sein de la cellule familiale, et une implication très forte de l’État dans les responsabilités parentales et la jeunesse (offices de la jeunesse ou Jugendamt) ;
- un modèle dit libéral, ou individualiste, ou beveridgien, dans les pays anglo-saxons, organisé autour de la référence à un minimum vital pour toute personne travaillant ou non ;
- un modèle dit familialiste, dans les pays méditerranéens, ou la cellule sociale fondamentale et centre organisateur de la solidarité collective est la famille, avec historiquement une implication plus tardive de l’État.

La France, la Belgique et les Pays-Bas sont souvent considérés comme des modèles de transition, avec une tendance continentale pour les deux premières (et une nuance méditerranéenne en France), et une tendance davantage libérale aux Pays-Bas.